# Long Marston (Hertfordshire)
Pour les articles homonymes, voir Long Marston.
Long Marston est un petit village situé au nord de Tring dans l'Hertfordshire, en Angleterre. Il est situé 8 km à l'est d'Aylesbury et 18 km au nord-ouest d'Hemel Hempstead.